# فیلم لانگمویر بلودت

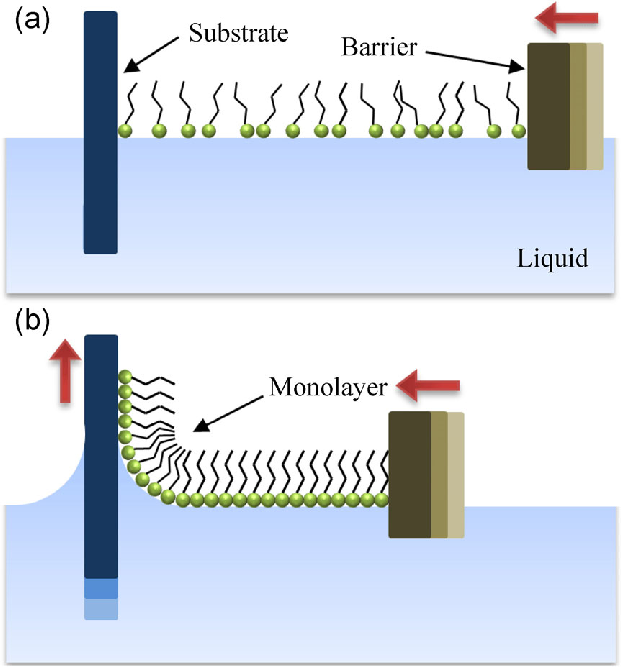

شکل‌گیری فیلم‌های تک و چند مولکولی توسط ایروینگ لانگمیر و دستیار وی کاترینا بلودت در دهه ۱۹۳۰ ساخته شد. در حال حاضر، این فناوری با نام روش Langmuir-Blodgett به‌طور گسترده مورد استفاده قرار می‌گیرد.
ایده اصلی روش ایجاد یک لایه تک مولکولی از یک ماده آمفیفیلیک روی سطح آب و سپس انتقال آن به یک بستر جامد است. در مرحله آبی، مولکولهای ماده آمفیفیلیک بر روی رابط هوا و آب قرار گرفته‌اند. برای تشکیل یک لایه سطح یکپارچه، لایه سطح با استفاده از یک سد مخصوص فشرده می‌شود. فشرده سازی ایزوترمال پی در پی ساختار فیلم تک مولکولی را تغییر می‌دهد، که از یک سری حالت‌های دو بعدی عبور می‌کند، که معمولاً به آنها گاز، کریستال مایع و کریستال جامد گفته می‌شود؛ بنابراین، با شناخت نمودار فاز فیلم می‌توان ساختار آن و خصوصیات فیزیکی و شیمیایی مرتبط را کنترل کرد. برای انتقال فیلم به یک پایه محکم، یک بستر صاف در محلول غوطه ور می‌شود و سپس با فیلم سطح جذب شده روی آن استخراج می‌شود. فرایند انتقال فیلم تک مولکولی می‌تواند بارها تکرار شود تا لایه‌های مختلف چند مولکولی به دست آید.
برخی آمفیفیل‌ها که معمولاً در ساخت فیلم‌های لانگمویر استفاده می‌شوند در جدول آورده شده‌است.
| ویژگی‌ها                    | فرمول        | مولکول   |
| تغییر آسانn                | CnH2n+1COOH  | اسید     |
| تشکیل لایه‌های LB دشوار است | CnH2n+1COOH  | الکل‌ها   |
| تشکیل تک لایه و چند لایه   | CnH2n+1COOR  | استرها   |
| تشکیل چند لایه متناوب      | CnH2n+1CONH2 | آمیدها   |
| متناوب با اسیدها           | CnH2n+1NH2   | آمین‌ها   |
|                            | CnH2n+1CN    | نیتریل‌ها |